# Horizont van Geleen
De Horizont van Geleen is een dunne laag in de ondergrond van het zuidwesten van het Nederlandse Zuid-Limburg. De horizont is onderdeel van de Formatie van Houthem en stamt uit het Paleoceen.
Normaal gesproken ligt de Horizont van Geleen boven op de oudere Kalksteen van Bunde en onder de jongere Kalksteen van Geleen (beide ook in de Formatie van Houthem).